# Лукьянов, Валериян Михайлович
Лукьянов Валериян Михайлович  (род. 7 июля 1960 года)  -  спортсмен.  Мастер спорта СССР международного класса по спортивному ориентированию (1988).  Заслуженный тренер России (2002).

## Биография
Лукьянов Валериян Михайлович родился 7 июля 1960 года в деревне Алексеевка Татарской АССР.
В 1983 году окончил Уфимский авиационный институт.  Занимался спортом в спортивном  клубе института УАИ (тренер А. П. Коротков). 
Как тренер, Валериян Михайлович  подготовил 3 мастеров спорта России и В. Г. Глухарёва - мастера спорта международного класса. В 1985—1986 годах работал инструктором лыжной базы ДСО «Спартак», руководил кружками спортивного ориентирования, с 1995 года был директором спортивного клуба «Электронефтегаз».
В настоящее время он -  директор спортивного - оздоровительного комплекса «Спартак» в г. Октябрьский РБ.

## Достижения
Чемпион СССР и чемпион мира среди военнослужащих (1990)
Победитель международных соревнований «Кубок дружбы социалистических стран» (1988).